# Barse
Die Barse ist ein Fluss in Frankreich, der im Département Aube in der Region Grand Est verläuft. Sie entspringt im Regionalen Naturpark Forêt d’Orient, im Gemeindegebiet von Vendeuvre-sur-Barse; ihre Quelle befindet sich hier unter dem mittelalterlichen Schloss. Die Barse entwässert generell in nordwestlicher Richtung und erreicht in ihrem Unterlauf das Hochwasserschutz- und Wasserversorgungssystem der Seine rund um den See Lac d’Orient, das von einer Vielzahl von künstlichen Wasserläufen geprägt ist. Der natürliche Verlauf der Barse ist hier stellenweise nicht mehr erkennbar und so mündet sie nach insgesamt rund 50 Kilometern  bei Saint-Parres-aux-Tertres, im Großraum von Troyes, unter dem Namen Canal de Baires als rechter Zulauf in die Seine.

## Orte am Fluss
- Vendeuvre-sur-Barse
- Briel-sur-Barse
- Montiéramey
- Montreuil-sur-Barse
- Lusigny-sur-Barse
- Courteranges
- Saint-Parres-aux-Tertres